# 500 величайших альбомов всех времён по версии журнала Rolling Stone

Логотип журнала Rolling Stone

«500 величайших альбомов всех времён» — специальный выпуск американского журнала Rolling Stone о лучших музыкальных альбомах за всю историю звукозаписи, изданный 18 ноября 2003 года.
В составлении списка принимали участие 273 человека, среди которых были известные музыканты, критики, продюсеры и другие влиятельные в музыкальной индустрии люди — каждый из них предложил журналу 50 своих любимых альбомов. Подведение итогов голосования производилось компанией Ernst & Young, её эксперты специально для этого события разработали особую систему подсчёта результатов, с помощью которой было обработано более 1600 различных наименований. Получившийся список не имеет жанровых ограничений, среди его пунктов встречаются поп, рок, панк, ска, хеви-метал, соул, блюз, фолк, джаз, хип-хоп, а также всевозможные смешения этих стилей. В 2005 году список был издан в виде отдельной книги. Этот вариант отличался от прежнего немногим — он был дополнен вступительной частью, написанной Стивеном Ван Зандтом, в которой рассказывается, например, что для освобождения восьми дополнительных позиций авторами было принято решение убрать некоторые сборники и объединить две долгоиграющих пластинки Роберта Джонсона в одну.
Список был немного пересмотрен в 2012 году, когда Rolling Stone опубликовали обновленную версию с небольшими изменениями. Как и в оригинальном списке, Sgt. Pepper's Lonely Hearts Club Band остался на 1 месте.
Радикально обновленное издание списка было опубликовано в 2020 году, при этом 154 новых записи не вошли ни в одну из двух предыдущих версий, из них 86 записей были релизами 21 века. Он был основан на новом опросе с участием «более 300 артистов, продюсеров, критиков и деятелей музыкальной индустрии» и не учитывает двух исследований, проведенных для предыдущих списков. На этот раз в список вошло больше чернокожих и женщин-исполнителей, причём многие такие артисты были представлены на более высоких позициях, чем в предыдущих списках, а рэп-альбомы заняли в три раза больше мест. The Beatles потеряли большинство позиций по сравнению с первоначальным списком, только Abbey Road все ещё находится в первой десятке, хотя и остаются группой с наибольшим количеством альбомов в списке, а первое место заняла работа Марвина Гэя What’s Going On (1971)..

## Критика
Несмотря на то, что мнение Rolling Stone в области подобных хит-парадов всегда считалось авторитетным, многими людьми объективность списка была подвергнута сомнению. Известный рок-критик и бывший корреспондент Rolling Stone Джим Дерогатис в 2004 году выпустил книгу Kill Your Idols: A New Generation of Rock Writers Reconsiders the Classics, состоящую из статей молодых обозревателей, которые призывали бороться с «идолами» и крайне нелестно высказывались о «классике», в частности, оспорили право альбома Sgt. Pepper’s Lonely Hearts Club Band группы The Beatles находиться на первом месте. Он также указал на бросающиеся в глаза расхождения между этим рейтингом и схожим списком «100 лучших альбомов последних 20 лет», опубликованным Rolling Stone в 1987 году. 
Главными объектами критики были:
- Список слишком сосредоточен на музыке 1960-х и 1970-х годах.
- Рок-музыке уделено слишком много внимания, в то время как джаз, хип-хоп и электронная музыка представлены не так широко, а некоторые жанры рока, такие как прогрессивный рок и метал, почти не представлены.
- Почти все представленные исполнители имеют непосредственное отношение к Великобритании или США, в то время как не англоязычным группам уделено всего две строчки: это Trans Europa Express немецкой группы Kraftwerk (позиция № 253) и одноимённый альбом кубинской группы Buena Vista Social Club (позиция № 260).
- Наличие большого количества компиляций также подверглась критике, особенно в отношении артистов/групп, появившихся с середины 1960-х годов, когда формат альбома прочно укрепился в музыкальной индустрии.
- Места в списке иногда противоречат предыдущим обзорам альбомов того же журнала, например альбом Nevermind группы Nirvana, расположен на 17-м месте, хотя в момент выхода получил только три звезды из пяти[5].

## Исполнители, представленные наибольшим количеством альбомов
В таблице перечислены исполнители, у которых не менее трех альбомов включены хотя бы в одно издание списка (всего 68 исполнителей).
| Исполнитель                  | Количество альбомов у исполнителя | Количество альбомов у исполнителя | Количество альбомов у исполнителя | Примечание |
| Исполнитель                  | 2020                              | 2012                              | 2003                              | Примечание |
| ---------------------------- | --------------------------------- | --------------------------------- | --------------------------------- | --- |
| The Beatles                  | 9                                 | 10                                | 10                                | - 2020: Один альбом в первой десятке, на 5 месте. - 2003/2012: Четыре альбома в первой десятке, на 10, 5, 3 и 1 местах. |
| Bob Dylan                    | 8                                 | 11                                | 11                                | - 2020: Включая один альбом, авторство которого принадлежит Bob Dylan & the Band; один альбом Дилана входит в десятку лучших под номером 9. - 2003/2012: Включая один альбом, авторство которого принадлежит Bob Dylan & the Band; два альбома Дилана входят в десятку лучших под номерами 9 и 4. |
| Neil Young                   | 7                                 | 6                                 | 6                                 | 2003/2012/2020: Включая один альбом, авторство которого принадлежит Crosby, Stills, Nash & Young и два - Neil Young & Crazy Horse. |
| The Rolling Stones           | 6                                 | 10                                | 10                                | 2003: Один альбом в первой десятке, на 7 месте. |
| Kanye West                   | 6                                 | 3                                 | —                                 | |
| David Bowie                  | 5                                 | 5                                 | 6                                 | |
| Led Zeppelin                 | 5                                 | 5                                 | 5                                 | |
| Bruce Springsteen            | 5                                 | 7                                 | 8                                 | |
| Aretha Franklin              | 4                                 | 2                                 | 2                                 | |
| Joni Mitchell                | 4                                 | 2                                 | 2                                 | 2020: Один альбом в первой десятке, на 3 месте. |
| Pink Floyd                   | 4                                 | 4                                 | 4                                 | |
| Prince                       | 4                                 | 4                                 | 4                                 | - 2020: Включая один альбом, авторство которого принадлежит Prince and The Revolution; один альбом Принса в первой десятке, на 8 месте. - 2003/2012: Включая один альбом, авторство которого принадлежит Prince and The Revolution, Purple Rain.                                                  |
| Radiohead                    | 4                                 | 5                                 | 3                                 | |
| The Velvet Underground       | 4                                 | 4                                 | 4                                 | 2003/2012/2020: Включая один альбом, авторство которого принадлежит Velvet Underground & Nico. |
| The Who                      | 4                                 | 7                                 | 7                                 | |
| Stevie Wonder                | 4                                 | 4                                 | 4                                 | 2020: Один альбом в первой десятке, на 4 месте. |
| Fiona Apple                  | 3                                 | 0                                 | 0                                 | |
| The Band                     | 3                                 | 3                                 | 3                                 | 2003/2012/2020: Включая один альбом, авторство которого принадлежит Bob Dylan & the Band. |
| The Beach Boys               | 3                                 | 3                                 | 3                                 | 2003/2012/2020: Один альбом в первой десятке, на 2 месте. |
| Beastie Boys                 | 3                                 | 2                                 | 2                                 | |
| Beyoncé                      | 3                                 | 0                                 | 0                                 | 2020: Включая один альбом, авторство которого принадлежит Destiny’s Child. |
| Big Star                     | 3                                 | 3                                 | 3                                 | |
| Black Sabbath                | 3                                 | 3                                 | 3                                 | |
| James Brown                  | 3                                 | 3                                 | 3                                 | |
| The Clash                    | 3                                 | 3                                 | 3                                 | 2003/2012: Один альбом в первой десятке, на 8 месте. |
| George Clinton               | 3                                 | 3                                 | 3                                 | 2003/2012/2020: Включая два альбома в составе Funkadelic и один с Parliament. |
| D'Angelo                     | 3                                 | 1                                 | 1                                 | 2020: Включая один альбом D'Angelo and the Vanguard. |
| Marvin Gaye                  | 3                                 | 3                                 | 3                                 | - 2020: Один альбом в первой десятке, на 1 месте. - 2003/2012: Один альбом в первой десятке, на 6 месте. |
| Al Green                     | 3                                 | 3                                 | 3                                 | |
| Janet Jackson                | 3                                 | 2                                 | 2                                 | |
| Michael Jackson              | 3                                 | 3                                 | 3                                 | |
| Jay-Z                        | 3                                 | 3                                 | 2                                 | |
| Kendrick Lamar               | 3                                 | 0                                 | —                                 | |
| Madonna                      | 3                                 | 3                                 | 4                                 | |
| Bob Marley and the Wailers   | 3                                 | 4                                 | 5                                 | |
| Nirvana                      | 3                                 | 3                                 | 3                                 | - 2020: Один альбом в первой десятке, на 6 месте. |
| Outkast                      | 3                                 | 2                                 | 1                                 | |
| Pavement                     | 3                                 | 2                                 | 2                                 | |
| Tom Petty                    | 3                                 | 1                                 | 1                                 | 2003/2012/2020: Включая один альбом Tom Petty and the Heartbreakers. |
| Elvis Presley                | 3                                 | 3                                 | 3                                 | |
| Sly and the Family Stone     | 3                                 | 4                                 | 4                                 | |
| The Byrds                    | 2                                 | 4                                 | 5                                 | |
| Ray Charles                  | 2                                 | 3                                 | 3                                 | |
| Elvis Costello               | 2                                 | 4                                 | 4                                 | 2003/2012: Включая один альбом Elvis Costello & the Attractions. |
| Creedence Clearwater Revival | 2                                 | 2                                 | 3                                 | |
| Miles Davis                  | 2                                 | 3                                 | 3                                 | |
| Eminem                       | 2                                 | 2                                 | 3                                 | |
| Grateful Dead                | 2                                 | 4                                 | 4                                 | |
| Elton John                   | 2                                 | 5                                 | 6                                 | |
| The Kinks                    | 2                                 | 3                                 | 3                                 | |
| Public Enemy                 | 2                                 | 2                                 | 3                                 | |
| R.E.M.                       | 2                                 | 3                                 | 3                                 | |
| Otis Redding                 | 2                                 | 4                                 | 4                                 | |
| Roxy Music                   | 2                                 | 2                                 | 4                                 | |
| Steely Dan                   | 2                                 | 3                                 | 3                                 | |
| The Stooges                  | 2                                 | 3                                 | 3                                 | |
| Talking Heads                | 2                                 | 4                                 | 4                                 | |
| U2                           | 2                                 | 5                                 | 5                                 | |
| Cream                        | 1                                 | 3                                 | 3                                 | |
| The Doors                    | 1                                 | 3                                 | 3                                 | |
| Nick Drake                   | 1                                 | 1                                 | 3                                 | |
| Randy Newman                 | 1                                 | 3                                 | 3                                 | |
| The Police                   | 1                                 | 4                                 | 4                                 | |
| Simon & Garfunkel            | 1                                 | 3                                 | 4                                 | |
| The Smiths                   | 1                                 | 4                                 | 4                                 | |
| Tom Waits                    | 1                                 | 3                                 | 3                                 | |
| Muddy Waters                 | 1                                 | 3                                 | 3                                 | |
| Jackson Browne               | 0                                 | 2                                 | 3                                 | |

## Соотношение альбомов по десятилетиям

### Издание 2003 года
- 1950-е годы и раньше — 29 альбомов (5,8 %)
- 1960-е годы — 126 (25,2 %) (в том числе 7 в десятке)
- 1970-е годы — 183 (36,6 %) (в том числе 3 в десятке)
- 1980-е годы — 88 (17,6 %)
- 1990-е годы — 61 (12,2 %)
- 2000-е годы — 13 (2,6 %)

### Издание 2012 года
- 1950-е годы — 10 альбомов (2 %)
- 1960-е годы — 105 (21 %)
- 1970-е годы — 186 (37,2 %)
- 1980-е годы — 84 (16,8 %)
- 1990-е годы — 73 (14,6 %)
- 2000-е годы — 40 (8 %)
- 2010-е годы — 2 (0,4 %)

### Издание 2020 года
- 1950-е годы — 9 альбомов (1,8 %)
- 1960-е годы — 74 (14,8 %)
- 1970-е годы — 157 (31,4 %)
- 1980-е годы — 71 (14,2 %)
- 1990-е годы — 103 (20,6 %)
- 2000-е годы — 50 (10 %)
- 2010-е годы — 36 (7,2 %)